# Donja Rašenica
Donja Rašenica (česky Dolní Rášenice) je vesnice v Chorvatsku v Bjelovarsko-bilogorské župě, spadající pod opčinu města Grubišno Polje. Nachází se asi 3 km jihovýchodně od Grubišna Polje. V roce 2011 zde žilo 164 obyvatel. V roce 1991 bylo 55,36 % obyvatel (129 z tehdejších 233 obyvatel) české národnosti.

## Sousední sídla
| Růžice kompasu | Grubišno Polje | Gornja Rašenica | Treglava     | Růžice kompasu |
| Růžice kompasu | Poljani        | Sever           | Ivanovo Selo | Růžice kompasu |
| Růžice kompasu | Poljani        | Donja Rašenica  | Ivanovo Selo | Růžice kompasu |
| Růžice kompasu | Poljani        | Jih             | Ivanovo Selo | Růžice kompasu |
| Růžice kompasu | Končanica      | Šuplja Lipa     |              | Růžice kompasu |